# Ulad Settut
Ulad Settut (en árabe: اولاد ستوت‎, , en francés: Ouled Settout) es un municipio marroquí en la región Oriental. Desde 1912 hasta 1956 perteneció a la zona norte del Protectorado español de Marruecos.